# Гајеве институције
Гајеве институције (лат Gaii Institutiones) су уџбеник римског права, који је саставио римски правник Гај око 161. године. Представљају најзначајнију збирку римског права које не припада Јустинијановим институцијама. Ово је уједно и најстарији сачуван уџбеник права у историји.

## Историја
Гајеве институције су подељене у четири књиге које је аутор називао "commentarii", и процењује се да су објављене 161. године. Гајеве институције су у Старом риму коришћене ако уџбеник за образовање правника.
Источноримски цар Теодосије II и западноримски цар Валентинијан III 426. године су донели Закон о цитирању, који је Гајева дела из још четворицу римских правника учинио правно обавезујућим за судове.
Гајеве институције су извршиле велики утицај на састављање уџбеника Јустинијанове институције пар векова касније, када се комисија која је била задужена за израду користила Гајевим институцијама.
Након Јустинијанових институција су изгубиле на значају, и дуго времена су се сматрале изгубљеним све док немачки историчар Нијебур у Верони 1816. године није открио сачувани примерак из касног петог века.